# Епархия Чеджу
Епархия Чеджу (лат. Dioecesis Cheiuensis) — епархия Римско-Католической церкви с центром в городе Чеджу, Южная Корея. Епархия Чеджу входит в митрополию Кванджу.

## История
28 июня 1971 года Римский папа Павел VI выпустил буллу Quoniam supremi, которой учредил aпостольская префектура Чеджу, выделив её из aрхиепархии Кванджу.
21 марта 1977 года Римский папа Павел VI издал буллу Munus Apostolicum, которой преобразовал апостольский викариат Чеджу в епархию.

## Ординарии епархии
- епископ Микаель Пак Чон Иль (1977—1982);
- епископ Паоло Ким Чхан Рёль (1983—2002);
- епископ Педро Кан У Иль (2002 — по настоящее время).